# フェンダー・ジャズマスター
ジャズマスター (Jazzmaster) は、1958年に発表された、フェンダー社のエレクトリック・ギターである。

## 歴史・特徴
1950年代当時、ギブソン・レスポールはジャズ・ギタリストに愛用されていたが、テレキャスターやストラトキャスターをジャズで使用するギタリストはいなかった。そこでレオ・フェンダーは、ジャズに対応できるギターの開発に着手する。「ジャズマスター」という名称はこれに由来している。座っても立っても安定するオフセットウエストと呼ばれる左右非対称のボディシェイプ、トレモロアーム使用時の調律安定のために前後に可動して弦高調整も可能なブリッジなど、多くのアイデアが取り入れられた。
ジャズに対応できるギターとして開発されただけあり、ジョー・パスなどのジャズ・ギタリストに愛用されていた。フロント・ピックアップからは、ギブソン製のギターにも似たジャジーなサウンドを発する。実際の音は、ジョー・パスのPacific Jazzレーベル時代の演奏で聴くことができる。リア・ピックアップからはかなりワイルドなサウンドも出せるため、ベンチャーズなどのサーフ系バンドのギタリストや、1970年代以降はガレージロック、特に1990年代以降はオルタナティブ・ロック系のギタリストに愛用されており、近年ではシューゲイザー系のギタリストにも多用されている。

## 主な構造と機能
ジャズマスターに搭載されているピックアップは、ストラトキャスターなどに搭載されている通常のシングルコイル・ピックアップよりサイズが大きく、見た目はギブソンのP-90に近い。音色は、通常のシングルコイル・ピックアップより太い。トレモロユニットも、ストラトキャスターのシンクロナイズド・トレモロとは異なるフローティング・トレモロを搭載。この機構は、後にジャズマスターの上位機種として登場するジャガーにも搭載された。
ボディ内部には真鍮のバスタブ型プレートが設置されており、ボディ全体をシールドし、ノイズを遮断する工夫が施されている。ピックガードはゴールド・アノダイズドが採用され、電装部品全体をシールドしている（後に樹脂製ピックガードにアルミテープを貼った物に変更された）。
製作作業工程の簡略化はストラトキャスターからさらに進化し、ピックアップはクッションを下にして4点ねじ止めされている。そのほかはジャックもすべてまとめ、ピックガードに直接取り付けられている（ストラトキャスターはジャックだけは別工程）。そのため、アース線を除けば丸ごとポン付けが可能になった。
ピックアップ・セレクターはネック・ピックアップ、ミックス（並列）、ブリッジ・ピックアップを選択できる。ミックスサウンドを出すことができるのはテレキャスターのブレンダー調整を除けば、ジャズマスターが初である。先行発売のデュオソニックもミックスは可能だが、直列接続である。
プリセット・トーン/ボリューム回路が組み込まれ、これをオンにすると通常のセレクターが機能しなくなり、フロント・ピックアップのみが作動する。ボディ上部にある2つのノブ（ボリュームとトーン）で音色と音量を調節でき、演奏中に任意のタイミングで設定した音色を呼び出せるようになっている。
ビブラート・ユニットには新開発したシンクロナイズド・フローティング・トレモロという機構が組み込まれた。ストラトキャスターではブリッジが直接動き、その原理で弦のテンションを変えていたが、フローティング・トレモロではテールピースが動くという、ビグスビーと同じ仕組みが採用された。ブリッジは2本のすり鉢状のアンカーに、先の尖ったイモネジを支柱に載せてあるだけである。弦を張っていない状態ではグラグラと動く。これがブリッジが固定されていない（フローティング）という由来である。アーミングするとテールピースと一緒に固定されていないブリッジも若干動き、チューニングの狂いを軽減させ、またストラトキャスターよりも滑らかなビブラートをかけることができるようになっている。
サドルはねじを切断したような螺旋状のスパイラル・サドルが採用されている。このため、弦間を細かく調整できるほか、ビブラート時のチューニングの安定化を図っている。
ビブラート・ユニットはオン・オフボタンがついており、オフにすると、内部でせり出した爪がテールピースを固定するようになっている。しかし、この機構を使うには内部スプリングの張力を調整して平行になるように設定しなくては、使用できない。その調整のためには発売当時、主流だった太い弦が必要であるため、ライト・ゲージではまったく使用できない。

## 変遷
1965年からは、指板がスラブ貼りからラウンド貼りに変更された。その翌年にはネックにバインディングが施されるようになり、ポジション・マークも丸から四角へ変更された。ロゴもJAZZMASTERの文字が大きくなり、両側にあった煙のような模様が廃止された。その後、何度かマイナーチェンジし、1980年頃まで製造は続けられた。製造中止後も需要は途絶えず、1986年よりフェンダー・ジャパンにて、1999年よりフェンダー・USAでも再生産販売が行われている。
1950年代のヘッド・デカールはシンクロナイズドの綴りが間違っている。

## 使用ミュージシャン

### 海外
- ドン・ウィルソン、ボブ・ボーグル、ボブ・スポルディング（ザ・ベンチャーズ）
- クリス・ドレヤ（ザ・ヤードバーズ）
- トム・ヴァーレイン（テレヴィジョン）
- エルヴィス・コステロ
- サーストン・ムーア（ソニック・ユース）
- スティーヴン・マルクマス（ペイヴメント）
- J・マスキス（ダイナソーJr.他）
- グラント・ニコラス（フィーダー）
- マーク・アーム（マッドハニー）
- ケヴィン・シールズ 、ビリンダ・ブッチャー（マイ・ブラッディ・ヴァレンタイン）
- マイク・アインジガー（インキュバス）
- トム・ヨーク（レディオヘッド）

### 日本国内
| - 忌野清志郎(2000年8月購入) - 中シゲヲ（ザ・サーフコースターズ） - 藤巻亮太（レミオロメン） - 佐野元春 - 土屋昌巳 - 石田長生 - INORAN（LUNA SEA） - 浅井健一 - グレッチ社のフィルタートロン・ピックアップを搭載 - 田渕ひさ子、吉村秀樹（bloodthirsty butchers） - 椎名林檎（東京事変） - 沙田瑞紀 （ねごと） - ブリッジ部分がムスタングのものと交換されている - 戸高賢史（ART-SCHOOL） - 小高芳太朗（ランクヘッド） - 安部コウセイ（SPARTA LOCALS） - 田中和将（GRAPEVINE） - いしわたり淳治（SUPERCAR） - 車谷浩司 - 寺岡呼人 - 町田直隆 - すぅ (Silent Siren) - MAMI (SCANDAL) - Rei (シンガーソングライター) - 里咲りさ | - 楢原英介（VOLA & THE ORIENTAL MACHINE） - 大山純（ストレイテナー） - 光村龍哉（NICO Touches the Walls） - ヤマジカズヒデ（dip） - ハヤシヒロユキ（POLYSICS） - 桜井和寿（Mr.Children） - 小泉享亮 - チバユウスケ（元Thee michelle gun elephant、現The Birthday） - 藤井謙二（元My Little Lover、現The Birthday） - 福山雅治 - 布袋寅泰 - 村松拓（Nothing's Carved In Stone) - 美濃隆章 (toe) - 三輪テツヤ (スピッツ (バンド)) - 中島真一（SEKAI NO OWARI） - 小林祐介 (THE NOVEMBERS) - 川上洋平 ([Alexandros]) - 斉藤和義 - 金井政人 (BIGMAMA) - シノダ(ヒトリエ) - 川谷絵音（indigo la End、ゲスの極み乙女。） - 青木ロビン（downy） - 川島邦裕(THE SESELAGEES） - 小川幸慈(クリープハイプ) - 飯田瑞規（cinema staff） - 片岡健太(sumika) - SSHO(平沢進＋会人) |